# فيراري مونزا أس بي
فيراري مونزا أس بي هي سيارة رياضية محدودة من إنتاج شركة فيراري، صنع منها طرازين أس بي 1 يحتوي على مقعد 1 وأس بي 2 يحتوي على مقعدين ومن المقرر إنتاج ما يقرب من 500 سيارة منها.